# テラヴィ
テラヴィ（グルジア語: თელავი、英: Telavi）は、ジョージア東部のカヘティ州の州都。人口は1万9629人（2014年）。ワインの名産地である。

## 歴史
青銅器時代の考古学的遺跡も残るが、歴史に登場してくるのは8世紀からで、この地方の中心都市となっていった。10世紀から12世紀にかけてはカヘティア王国の都となった。15世紀に統一されたグルジア王国が分裂を始めるまで、王国の経済活動の中心地の1つとなっていた。17世紀には再びカヘティア王国の都に返り咲き、18世紀には東グルジアのカルトリ＝カヘティア王国で、トビリシに次ぐ第二の町になる。1801年、カルトリ=カヘティア王国はロシア帝国に併合された。